# 다문화특집 양미경의 우리가 무지개처럼
다문화특집 양미경의 우리가 무지개처럼은  대한민국의 라디오 채널 Cpbc FM에서 매주 토요일 저녁 6시 5분부터 저녁 7시까지 방송되었던 라디오 프로그램이다.

## 진행
- 배우 양미경

## 역대 방송시간
| 방송 채널 | 방송 기간                           | 방송 시간                         |
| --------- | ----------------------------------- | --------------------------------- |
| Cpbc FM   | 2011년 5월 1일 ~ 2013년 10월 20일   | 매주 일요일 밤 9:05 ~ 밤 10:00    |
| Cpbc FM   | 2013년 10월 26일 ~ 2014년 4월 19일  | 매주 토요일 저녁 7:10 ~ 저녁 8:00 |
| Cpbc FM   | 2014년 10월 25일 ~ 2016년 11월 26일 | 매주 토요일 저녁 7:10 ~ 저녁 8:00 |
| Cpbc FM   | 2014년 4월 27일 ~ 2014년 10월 19일  | 매주 일요일 오후 4:05 ~ 저녁 5:00 |
| Cpbc FM   | 2016년 12월 3일 ~ 2017년 12월 2일   | 매주 토요일 저녁 7:00 ~ 저녁 8:00 |
| Cpbc FM   | 2017년 12월 9일 ~ 2019년 6월 1일    | 매주 토요일 저녁 5:00 ~ 저녁 6:00 |
| Cpbc FM   | 2019년 6월 9일 ~ 2022년 10월 30일   | 매주 일요일 저녁 5:00 ~ 저녁 6:00 |
| Cpbc FM   | 2022년 11월 5일 ~ 2023년 4월 22일   | 매주 토요일 저녁 6:05 ~ 저녁 7:00 |

| Cpbc FM 토요일 프로그램 |                                       |                   |
| 이전                    | 다문화특집 양미경의 우리가 무지개처럼 | 다음              |
| 삼종기도                | 다문화특집 양미경의 우리가 무지개처럼 | 성기완의 명동연가 |
| 저녁 6시 ~ 저녁 6시 5분 | 저녁 6시 5분~ 저녁 7시                | 저녁 7시 ~ 밤 9시 |
|                         |                                       |                   |